# Rodrigo Álvarez Zenteno
Rodrigo Alejandro Álvarez Zenteno (né le 30 juillet 1966) est un homme politique et avocat chilien, ministre de l'Énergie sous le premier gouvernement de Sebastián Piñera (2010-2014).
Il a été vice-président de la Convention constitutionnelle,,.